# کریستین تیم
کریستین تیم (انگلیسی: Christian Timm؛ زادهٔ ۲۷ فوریهٔ ۱۹۷۹) بازیکن فوتبال اهل آلمان است.
از باشگاه‌هایی که در آن بازی کرده‌است می‌توان به باشگاه فوتبال کلن، باشگاه فوتبال گروتر فورث، باشگاه فوتبال کایزرسلاوترن، باشگاه فوتبال بروسیا دورتموند، و باشگاه فوتبال کارلسروهه اشاره کرد.
وی همچنین در تیم‌های ملی فوتبال زیر ۲۱ سال آلمان و Germany national football B team بازی کرده‌است.